# Little Roy
Little Roy, Earl Lowe (Witfield Town, Kingston, 1950 körül –) jamaicai reggae zenész.
Bár nem termékeny alkotó,   2005-ben mégis kiadott egy új lemezt, Children of the Most High címen.

## Albumok
- Columbus Ship (1981)
- Prophecy (1989)
- Live On (1991)
- Tafari Earth Uprising (1996)
- Longtime (1996)
- More From A Little (1999)
- Packin' House (1999) (Little Roy & Friends)
- Children of the Most High (2005)